# Agomadaranus pardalis
Agomadaranus pardalis is een keversoort uit de familie bladrolkevers (Attelabidae). De wetenschappelijke naam van de soort werd in 1865 gepubliceerd door Snellen van Vollenhoven.